# Can Creus (Granera)
Can Creus és una masia del terme municipal de Granera, a la comarca catalana del Moianès. Pertany a la parròquia de Sant Martí de Granera.
Està situada a 758 metres d'altitud, a l'extrem de llevant del Barri de Baix, al nord-est del Barri del Castell. És de les primeres cases que es troben accedint a Granera des de Castellterçol per la carretera BV-1245.
Queda al nord de la carretera, i s'hi accedeix pel camí que mena a l'Agulló, que arrenca cap al nord-est del punt quilomètric 8,8 i travessa tot el Barri de Baix de sud-oest a nord-est i en uns 350 metres mena a Can Creus.